# Patryk Rajkowski
Patryk Rajkowski (Kórnik, 22 februari 1996) is een Pools baanwielrenner.

## Carrière
Rajkowski nam in 2018 deel aan de Wereldkampioenschappen baanwielrennen in Apeldoorn waar hij met de Poolse ploeg een dertiende plaats behaalde op de teamsprint.
In 2021 nam hij deel aan de Olympische Zomerspelen 2020, zijn beste resultaat was een achtste plaats in de teamsprint.

## Belangrijkste resultaten
| Jaar     | PK                                         | EK                           | WK                  | Overig                                 |
| Junioren | Junioren                                   | Junioren                     | Junioren            | Junioren                               |
| -------- | ------------------------------------------ | ---------------------------- | ------------------- | -------------------------------------- |
| 2014     |                                            | keirin · teamsprint · sprint | keirin · teamsprint |                                        |
| Belofte  |                                            |                              |                     |                                        |
| 2014     |                                            | teamsprint                   |                     |                                        |
| 2015     | sprint · 1km tijdrit · teamsprint · keirin | teamsprint                   |                     |                                        |
| 2016     |                                            |                              |                     |                                        |
| 2017     |                                            | teamsprint                   |                     |                                        |
| Elite    |                                            |                              |                     |                                        |
| 2016     | keirin                                     |                              |                     |                                        |
| 2017     |                                            |                              |                     | Brno: keirin                           |
| 2018     |                                            |                              |                     |                                        |
| 2019     |                                            |                              |                     | Panevezys: Keirin GP Polen: teamsprint |
| 2020     | 1km tijdrit · sprint · keirin              |                              |                     |                                        |
| 2021     | keirin · 1km tijdrit                       | 1km tijdrit · teamsprint     |                     | Olympische Spelen: 8e teamsprint       |
| 2022     | 1km tijdrit · keirin · sprint              |                              |                     |                                        |
| 2023     | 1km tijdrit · keirin · sprint              | keirin                       |                     |                                        |